# فمینیسم در مالزی

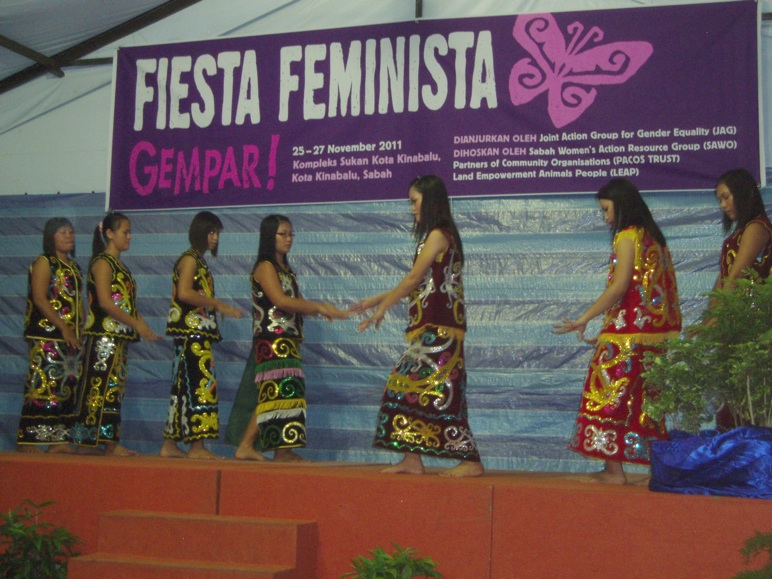
مراسم فمینیست در شهر کوتا کینابالو، ایالت صباح

فمینیسم در مالزی (انگلیسی: Feminism in Malaysia)، جنبش فمینیست در مالزی یک ائتلاف چندفرهنگی از تشکیلات زنان است که متعهد به خاتمه دادن تبعیض، آزار و خشونت علیه زنان براساس جنسیت هستند. تشکیلات زنان فمینیست، اولین بار در میانه‌های دههٔ ۱۹۸۰، به عنوان پناهگاه زنان در مالزی ظهور پیدا کرد که بعد از طریق همراه شدن با دیگر جنبش‌های عدالت اجتماعی، گسترش پیدا کرد. امروزه، جنبش فمینیست در مالزی یکی از فعال‌ترین کنشگران در جامعه مدنی این کشور است.